# Günter Schernbeck
Günter Schernbeck (* 17. November 1911 in Fischbeck (Elbe); † 17. Oktober 1995 in Marburg an der Lahn) war ein Politiker (LDP). Er war vor seiner Flucht aus der DDR in die Bundesrepublik Deutschland Landtagsmitglied in Sachsen-Anhalt.

## Leben
Günter Schernbeck besuchte das Gymnasium in Haldensleben und machte anschließend eine landwirtschaftliche Lehre. Dann arbeitete er fünf Jahre im väterlichen Betrieb. Danach war er Inspektor auf einem Rittergut. Ab 1945 bewirtschaftete er sein eigenes Gut in Fischbeck.
1945 trat er der LDPD bei und wurde Kreistagsabgeordneter im Landkreis Jerichow II. Bei der Landtagswahl in der Provinz Sachsen 1946 wurde er im Wahlbezirk I (Jerichow II, Salzwedel, Osterburg, Stendal und Gardelegen) in den Landtag Sachsen-Anhalt gewählt. Im Landtag war er Vorsitzender des Ausschusses für Landwirtschaft, Handel und Versorgung. Er war Mitglied des ersten und des zweiten Volksrates, der sich in provisorische Volkskammer umbenannte.
Er flüchtete in den Westen und wurde dort Mitglied der FDP. Bei der Bundestagswahl 1953 kandidierte er auf der Landesliste Hessen der FDP für den Bundestag, wurde jedoch nicht gewählt. 1970 trat er als Kreisvorsitzender der FDP Marburg zurück.